# Espectre d'una matriu
En matemàtiques, l'espectre d'una matriu és el conjunt dels seus valors propis. De manera més general, si {\displaystyle T\colon V\to V} és un operador lineal en qualsevol espai vectorial de dimensions finites, el seu espectre és el conjunt d'escalars {\displaystyle \lambda } tal que {\displaystyle T-\lambda I} no és invertible. El determinant de la matriu és igual al producte dels seus valors propis. De la mateixa manera, la traça de la matriu és igual a la suma dels seus valors propis. Des d'aquest punt de vista, podem definir que el pseudodeterminant d'una matriu singular sigui el producte dels seus valors propis diferents de zero (la densitat de la distribució normal multivariant necessitarà aquesta quantitat).
En moltes aplicacions, com ara PageRank, un està interessat en el valor propi dominant, és a dir, el que és més gran en valor absolut. En altres aplicacions, el valor propi més petit és important, però en general, tot l'espectre proporciona informació valuosa sobre una matriu.

## Definició
Sigui V un espai vectorial de dimensions finites sobre algun camp K i suposem T : V → V és un mapa lineal. L' espectre de T, denotat σ T, és el multiconjunt d'arrels del polinomi característic de T. Així, els elements de l'espectre són precisament els valors propis de T, i la multiplicitat d'un valor propi λ en l'espectre és igual a la dimensió de l'espai propi generalitzat de T per a λ (també anomenada multiplicitat algebraica de λ ).
Ara, fixeu una base B de V sobre K i suposeu M ∈ Mat K ( V ) és una matriu. Definiu el mapa lineal T : V → V puntual per Tx = Mx, on al costat dret x s'interpreta com un vector columna i M actua sobre x per multiplicació matricial. Ara diem que x ∈ V és un vector propi de M si x és un vector propi de T. De la mateixa manera, λ ∈ K és un valor propi de M si és un valor propi de T, i amb la mateixa multiplicitat, i l'espectre de M, escrit σ M, és el multiconjunt de tots aquests valors propis.

## Nocions relacionades
La descomposició pròpia (o descomposició espectral) d'una matriu diagonalitzable és una descomposició d'una matriu diagonalitzable en una forma canònica específica mitjançant la qual la matriu es representa en termes dels seus valors propis i vectors propis.
El radi espectral d'una matriu quadrada és el valor absolut més gran dels seus valors propis. En teoria espectral, el radi espectral d'un operador lineal acotat és el suprem dels valors absoluts dels elements de l'espectre d'aquest operador.